# Ferrol, Tây Ban Nha
El Ferrol là thành phố hải cảng nằm ở tây bắc Tây Ban Nha, ở tỉnh La Coruña, nằm bên vịnh Ferrol (Đại Tây Dương), gần thành phố La Coruña. El Ferrol là một căn cứ hải quân quan trọng có một trong những cảng tự nhiên lớn nhất Tây Ban Nha. Lối vào cảng này hẹp chỉ mỗi tàu một lần. Gần thành phố này là căn cứ tàu ngầm La Graña. Thành phố này có ngành công nghiệp đóng và sửa chữa tàu biển phát đạt. Ban đầu là một làng chài, El Ferrol đã được Charles IV, vua Tây Ban Nha chọn làm căn cứ hải quân năm 1726 và một vài nắm sau thì các xưởng đóng tàu được xây dựng. Thành phố này là nơi sinh của nhà độc tài Francisco Franco.